# ЛД50
ЛД50 (полусмертельная доза или полулетальная доза, также DL50 (от др.-греч. δόσις и лат. lētālis), также LD50 англ. lethal dose), также средняя смертельная доза — средняя доза вещества, вызывающая гибель половины членов испытуемой группы. Один из наиболее широко применяемых показателей опасности ядовитых и умеренно-токсичных веществ.
Обычно указывается в единицах массы вещества на единицу массы испытуемого объекта. Предполагается, что исследуемый объект находится в типичном состоянии, в нормальных условиях, без приёма каких-либо антидотов и других специальных мер предосторожности и усугубляющих факторов.
Иногда встречаются аббревиатуры LC50 (англ. lethal concentration, смертельная концентрация, ЛК50) или LCt50 (англ. lethal concentration and time, смертельная концентрация и время воздействия). Применяются обычно для ядовитых газов, обозначая смертельную концентрацию газа в воздухе и время воздействия.

## Терминология
ЛД50 обычно выражается как масса вещества на единицу массы подопытного экземпляра, обычно в миллиграммах вещества на килограмм массы тела, но иногда в нанограммах (например, для ботулинического токсина, полония и его соединений), микрограммах (боевое отравляющее вещество VX, тетраэтилсвинец) или граммах (применимо к парацетамолу и метамизолу натрия) на килограмм массы тела, в зависимости от токсичности вещества.
Таким образом, это позволяет сравнить относительную токсичность разных веществ для животных разных размеров (хотя токсичность не всегда зависит только от соотношения с массой тела).
Выбор в качестве ориентира 50%-й смертности позволяет избежать возможные неоднозначности и упростить условия проведения эксперимента. Таким образом это означает, что ЛД50 не является смертельной дозой для всех особей: смерть некоторых может быть вызвана куда меньшей дозой, тогда как другие выживут при дозировке значительно выше ЛД50.
Смертельная доза часто зависит от способа введения; так, большинство веществ менее токсичны, когда вводятся орально, чем внутривенно. В связи с этим ЛД50 часто указывается со способом введения в организм.
Относительные величины ЛД50/30 или ЛД50/60 используются в качестве дозировки, которая уничтожит половину популяции за 30 или 60 дней соответственно (применимо к излучениям).
LCt50 — сравнительные измерения, которые показывают соотношение смертельной дозы к массе тела, где C — концентрация, а t — время; обычно выражается в мг·мин/м³. LCt50 — доза, которая приведёт к сильным остаточным повреждениям скорее, чем к смерти. Такие измерения часто используются, чтобы определить действенность боевых отравляющих веществ. Идея концентрации-времени впервые была выдвинута Фрицем Габером и иногда называется «Законом Габера», который допускает, что воздействие в течение 1 минуты 100 мг вещества на 1 м² кожи равняется воздействию 10 мг вещества на 1 м² кожи в течение 10 минут.
Некоторые химикаты, как цианистый водород, быстро обезвреживаются человеческим телом, и к ним неприменим Закон Габера. В таких случаях смертельная доза может быть дана как просто ЛК50 и сопровождаться продолжительностью воздействия. В паспорте безопасности химической продукции часто используется именно этот тип записи, даже если к веществу применим Закон Габера.
Для болезнетворных микроорганизмов также есть мера — средняя инфекционная доза. ИД50 — число микроорганизмов на особь, которое требуется для заражения 50 % экземпляров (например, 1200 микроорганизмов на человека, орально). Из-за сложности подсчёта фактического количества микроорганизмов ИД может быть выражена в терминах биологического анализа. В биологическом оружии инфекционная дозировка — количество инфекционных доз в минуту на кубический метр (например, ICt=100 ИД50 × 1 мин / 1 м³).

## Ограничения
В качестве меры токсичности ЛД50 несколько ненадёжна, результаты могут значительно отличаться в связи с такими факторами, как генетические различия видов испытуемых животных и способ введения.
Из-за больших видовых отличий между видами, то, что является относительно безопасным для крыс вполне может быть чрезвычайно токсично для человека (ср. токсичности парацетамола), и наоборот (шоколад, безвредный для человека, токсичен для многих животных). Когда тестируется яд ядовитых существ, например змей, результаты ЛД50 могут ввести в заблуждение из-за физиологических различий между мышами, крысами и людьми. Многие ядовитые змеи приспособлены к мышам, и их яд может быть адаптирован специально для истребления мышей, тогда как мангусты могут быть исключительно устойчивы к отравлению.

## Примеры
| Вещество                                                | Животное, способ приёма               | ЛД50, г/кг    | Источник      |
| ------------------------------------------------------- | ------------------------------------- | ------------- | ------------- |
| Вода                                                    | Крыса, орально                        | >90           | [ 2 ]         |
| Сахароза                                                | Крыса, орально                        | 29,7          | [ 3 ]         |
| Глутамат натрия                                         | Крыса, орально                        | 16,6          | [ 4 ]         |
| Витамин C (L-Аскорбиновая кислота)                      | Крыса, орально                        | 11,9          | [ 5 ]         |
| Циануровая кислота                                      | Крыса, орально                        | 7,7           | [ 6 ]         |
| Сульфид кадмия                                          | Крыса, орально                        | 7,08          | [ 7 ]         |
| Этанол                                                  | Крыса, орально                        | 7,06          | [ 8 ]         |
| Натрия изопропил метилфосфонат (IMPA, метаболит зарина) | Крыса, орально                        | 6,86          | [ 9 ]         |
| Меламин                                                 | Крыса, орально                        | 6             | [ 6 ]         |
| Таурин                                                  | Крыса, орально                        | 5             | [ 10 ]        |
| Ацетон                                                  | Крыса, орально                        | 5,8           | [ 11 ]        |
| Цианурат меламина                                       | Крыса, орально                        | 4,1           | [ 6 ]         |
| Молибдат натрия                                         | Крыса, орально                        | 4             | [ 12 ]        |
| Соль поваренная                                         | Крыса, орально                        | 3             | [ 13 ]        |
| Парацетамол (ацетаминофен)                              | Крыса, орально                        | 1,944         | [ 14 ]        |
| Тетрагидроканнабинол (ТГК)                              | Крыса, орально                        | 1,270         | [ 15 ]        |
| Метанол                                                 | Человек, орально                      | 0,81          | [ 16 ]        |
| Металлический мышьяк                                    | Крыса, орально                        | 0,763         | [ 17 ]        |
| Хлорид алкилбензилдиметиламмония                        | Крыса, орально                        | 0,3045        | [ 18 ]        |
| Кумарин (из китайского коричника и других растений)     | Крыса, орально                        | 0,293         | [ 19 ]        |
| Ацетилсалициловая кислота (Аспирин)                     | Крыса, орально                        | 0,2           | [ 20 ]        |
| Кофеин                                                  | Крыса, орально                        | 0,192         | [ 21 ]        |
| Сульфид мышьяка(III)                                    | Крыса, орально                        | 0,185         | [ 22 ]        |
| Нитрит натрия                                           | Крыса, орально                        | 0,18          | [ 23 ]        |
| 1,1-Диметилгидразин (гептил)                            | Крыса, орально                        | 0,122         | [ 24 ]        |
| Бисопролол                                              | Мышь, орально                         | 0,1           | [ 25 ]        |
| Кокаин                                                  | Мышь, орально                         | 0,096         | [ 26 ]        |
| Хлорид кобальта(II)                                     | Крыса, орально                        | 0,08          | [ 27 ]        |
| Оксид кадмия                                            | Крыса, орально                        | 0,072         | [ 28 ]        |
| Фторид натрия                                           | Крыса, орально                        | 0,052         | [ 29 ]        |
| Никотин                                                 | Крыса, орально Мышь, орально          | 0,05 0,0033   | [ 30 ] [ 31 ] |
| Пентаборан                                              | Человек, орально                      | <0,05         | [ 32 ]        |
| Капсаицин                                               | Мышь, орально                         | 0,0472        | [ 33 ]        |
| Хлорид ртути(II)                                        | Крыса, трансдермально                 | 0,041         | [ 34 ]        |
| Диэтиламид d-лизергиновой кислоты (ЛСД)                 | Крыса, внутривенно                    | 0,0165        | [ 35 ]        |
| Оксид мышьяка(III)                                      | Крыса, орально                        | 0,014         | [ 36 ]        |
| Металлический мышьяк                                    | Крыса, внутрибрюшинно                 | 0,013         | [ 37 ]        |
| Цианид натрия                                           | Крыса, орально                        | 0,0064        | [ 38 ]        |
| Цианид калия                                            | Крыса, орально                        | 0,005         | [ 39 ]        |
| Табун                                                   | Крыса, орально                        | 0,0037        | [ 40 ]        |
| Синильная кислота (циановодород)                        | Мышь, орально                         | 0,0035        |               |
| Белый фосфор                                            | Крыса, орально                        | 0,00303       | [ 41 ]        |
| Эндрин                                                  | Человек, аэрозоль, ингаляция          | 0,002         |               |
| Стрихнин                                                | Человек, орально                      | 0,001         | [ 42 ]        |
| Иприт                                                   | Человек, орально                      | 0,0007        |               |
| Кантаридин                                              | Человек, орально                      | 0,0005        |               |
| Афлатоксин B1                                           | Крыса, орально                        | 0,00048       | [ 43 ]        |
| Зоман                                                   | Крыса, орально                        | 0,0004        | [ 44 ]        |
| Яд бразильского паука-солдата                           | Крыса, подкожно                       | 0,000134      | [ 45 ]        |
| α-Аманитин                                              | Человек, орально                      | 0,0001        | [ 46 ]        |
| Яд тайпана Маккоя                                       | Крыса, подкожно                       | 0,000025      | [ 47 ]        |
| Рицин                                                   | Крыса, подкожно Крыса, орально        | 0,000022 0,02 | [ 48 ]        |
| 2,3,7,8-Тетрахлородибензодиоксин                        | Крыса, орально                        | 0,00002       | [ 49 ]        |
| Зарин                                                   | Мышь, подкожная инъекция              | 0,0000172     | [ 50 ]        |
| VX                                                      | Человек, орально, ингаляция, подкожно | 0,0000023     | [ 51 ]        |
| Батрахотоксин (из яда древолазов)                       | Человек, подкожная инъекция           | 0,000002      | [ 52 ]        |
| Сакситоксин                                             | Человек, орально                      | 0,0000002     |               |
| Майтотоксин                                             | Мышь, внутрибрюшно                    | 0,00000005    | [ 53 ]        |
| Полоний                                                 | Человек, ингаляция                    | 0,00000001    | [ 54 ]        |
| Ботулотоксин (Ботокс)                                   | Человек, орально, инъекция, ингаляция | 0,000000001   | [ 55 ]        |
|                                                         |                                       |               |               |

## Шкала ядов
Простой расчёт -log LD50 кг/кг дает значения для шкалы ядов.

## Определение значений ЛД50
ЛД50 (наряду с ЛД10, ЛД16, ЛД84 и т. п.) определяется методом:
- пробит-анализа в ходе исследования «острой» токсичности то есть при однократном введении изучаемого вещества, обычно, мелким грызунам[57].
- статистически: обычно проводится в случаях исследования отравления людей.